# Hjelmelands kommun
Hjelmelands kommun (norska: Hjelmeland kommune) är en kommun i landskapet Ryfylke i Rogaland fylke i sydvästra Norge. Kommunens centralort är tätorten Hjelmelandsvågen.

## Administrativ historik
Hjelmelands kommun upprättades den 1 januari 1838 (som Hjelmeland formannskapsdistrikt) när Formannskapslovene från 1837 trädde i kraft. Kommunen omfattade då hela nuvarande Hjelmelands kommun samt mindre områden i den nordöstra delen av nuvarande Stavangers kommun och i den nordöstra delen av nuvarande Strands kommun.
1859 bröts Årdals kommun ut ur kommunen som då minskade från 4 399 invånare före delningen till 3 084 invånare efter. Den återstående delen bytte samtidigt namn till Hjelmeland og Fisters kommun.
Den 6 mars 1869, genom kunglig resolution, överfördes ett bebott område (med 40 invånare) från Årdals kommun till Hjelmeland og Fisters kommun.
Den 1 juli 1884 bröts Fisters kommun ut ur Hjelmeland og Fisters kommun som då minskade från 3 081 invånare före delningen till 2 249 invånare efter. Den återstående delen (som återtog namnet Hjelmelands kommun) omfattade den norra delen av nuvarande Hjelmelands kommun och ett mindre område i den nordöstra delen av nuvarande Stavangers kommun.
Den 1 januari 1965 gick delar av kommunerna Fister (huvuddelen förutom Fisteröarna), Jelsa (Buergårdarna) och Årdal (huvuddelen förutom Sunngardene krets) upp i Hjelmelands kommun. Kommunen ökade då från 1 691 invånare före sammanslagningen till 2 909 invånare efter.
Den 1 januari 2020 överfördes den sydöstra delen av ön Ombo från Hjelmelands kommun till Stavangers kommun. Sedan dess tillhör hela ön samma kommun.

## Tätorter
I Hjelmelands kommun finns en tätort:
- Hjelmelandsvågen (centralort)

Orten Fister har tidigare räknats som en tätort men uppfyller inte längre kriterierna.

## Socknar
Inom Norska kyrkan är Hjelmelands kommun indelad i tre socknar:
- Fisters socken
- Hjelmelands socken
- Årdals socken

Socknarna ingår i Ryfylke prosteri i Stavangers stift.

## Bilder

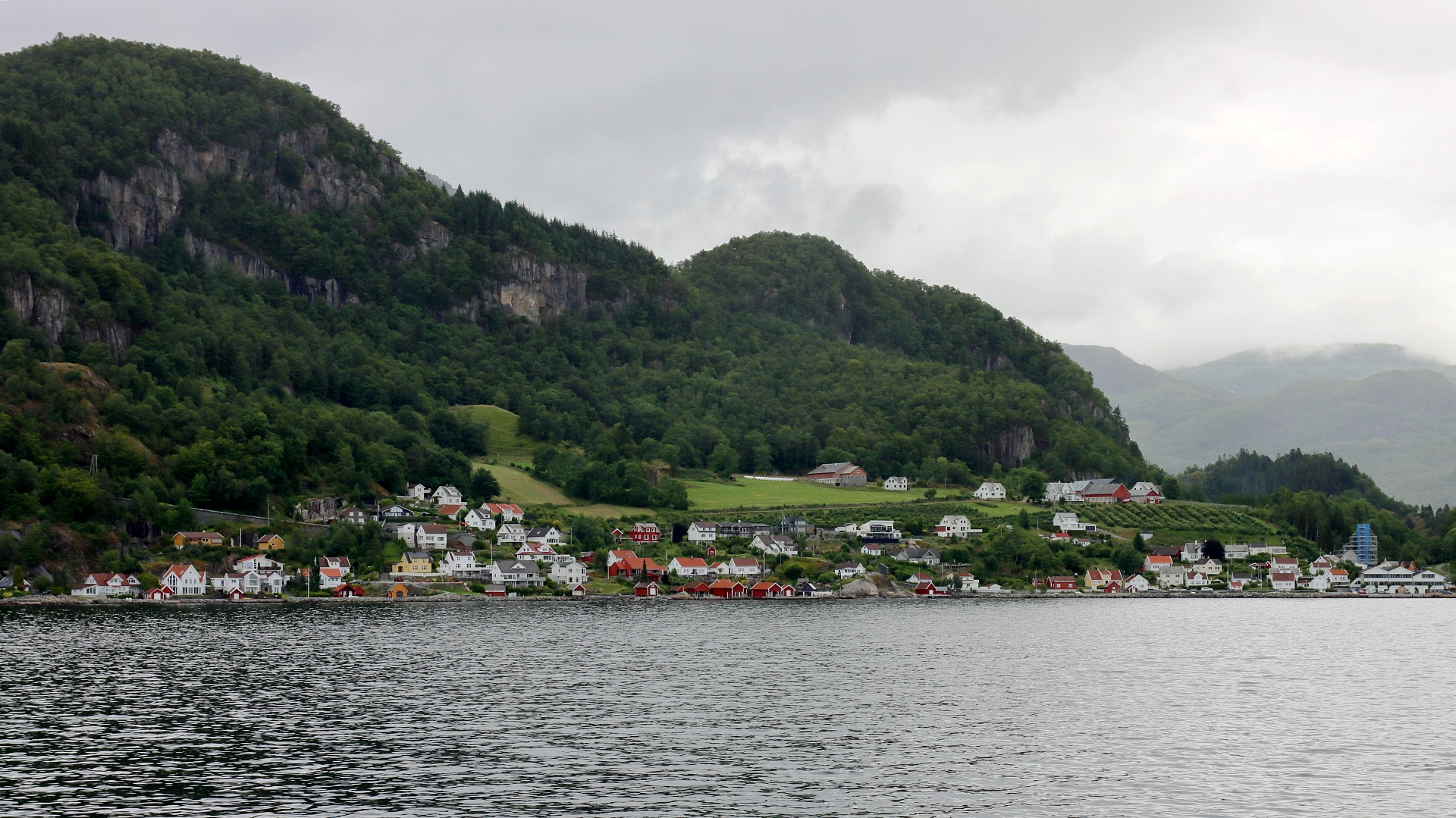
Hjelmelandsvågen.
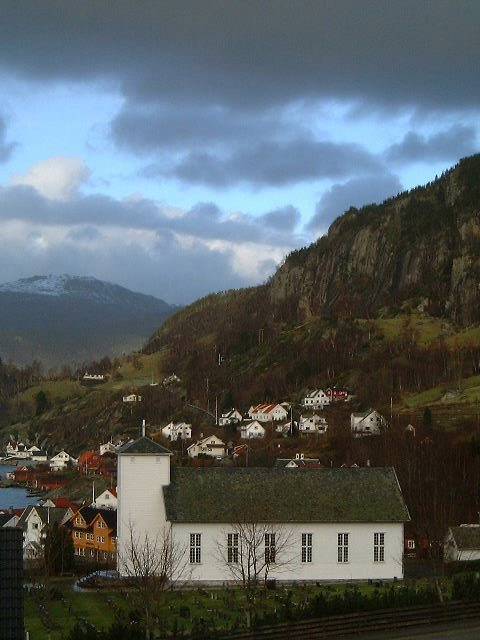
Hjelmelands kyrka.
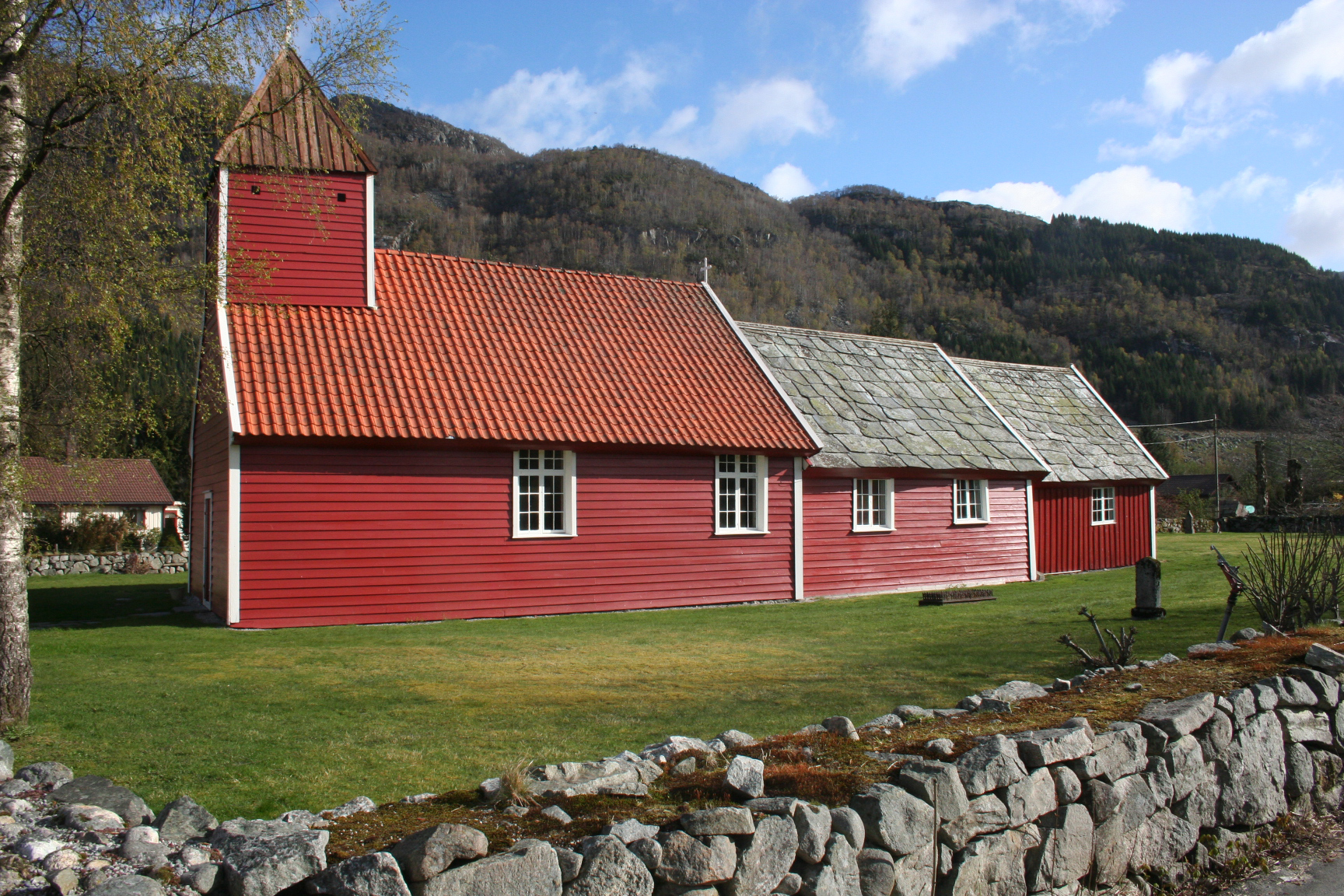
Årdals gamla kyrka.